# Sciurotamias
Sciurotamias är ett släkte i ekorrfamiljen med två arter som förekommer i Kina.
- Sciurotamias davidianus, finns i medelhöga bergsområden i centrala Kina.
- Sciurotamias forresti, lever i Yunnan.

Den sistnämnda arten listades tidigare i ett eget släkte, Rupestes, men flyttades till Sciurotamias.

## Beskrivning
Habitatet utgörs av klippiga bergstrakter och levnadssättet liknar jordekorrars beteende. De kan klättra på träd men vistas vanligen på marken. Deras viloplatser utgörs av bergssprickor. Arterna håller ingen vinterdvala.
Sciurotamias når en kroppslängd (huvud och bål) av 20 till 25 centimeter och därtill kommer en 15 centimeter lång svans. S. davidianus är på ovansidan grå och vid buken vitaktig. Kring ögonen finns bleka ringar. S. forresti är främst gråbrun, på varje sida av kroppen finns vita och mörkbruna linjer. Linjerna är ofta ganska otydliga.

## Systematik
Tidigare ansågs att släktet står mellan tribus Sciurini och släktet jordekorrar (Tamias) och det syns även i namnet, Sciurotamias. Släktet listades länge tillsammans med det nordamerikanska släktet Tamiasciurus i ett gemensamt tribus, Tamiasciurini. Förteckningar som utgavs efter 1960 listade de ibland under tribus Tamiini. Callahan och Davis utförde 1982 omfattande morfologiska undersökningar och kom till slutsatsen att Sciurotamias är nära släkt med jätteekorrar (Ratufa). Aktuella taxonomiska avhandlingar listar släktet till tribus Marmotini som även innefattar murmeldjur och sislar.